# Drumnacanvy
Drumnacanvy is een plaats in het Noord-Ierse County Armagh.
Drumnacanvy telt 912 inwoners.
Van de bevolking is 90,1% protestant en 7,8% katholiek.